# Santa Maria del Carmine Maggiore
Koordinaten: 40° 50′ 48,5″ N, 14° 16′ 3,3″ O
Die Basilica Santuario di Santa Maria del Carmine Maggiore (kurz: Santa Maria del Carmine Maggiore oder Basilica Santuario del Carmine Maggiore) ist eine Karmeliter- und Wallfahrtskirche mit Kloster in Neapel, an der Piazza Mercato. Es handelt sich in jeder Hinsicht, sowohl religiös als auch historisch und künstlerisch, um eine der bedeutendsten und populärsten Kirchen der Stadt.
Der wichtigste Tag der Gemeinde ist der 16. Juli, wenn während der Feierlichkeiten der „Beata Vergine Maria del Monte Carmelo“ (Unsere liebe Frau vom Berge Karmel), den ganzen Tag lang ununterbrochen Messen zelebriert werden, unter großer Anteilnahme der Bevölkerung.  Die Karmelitergemeinde ist außerdem sehr aktiv im karitativen Bereich (Essensverteilung für Arme u. ä.).
Seit 1995 gehört die Basilika zum Weltkulturerbe der UNESCO.

## Geschichte

### Die Madonna Bruna

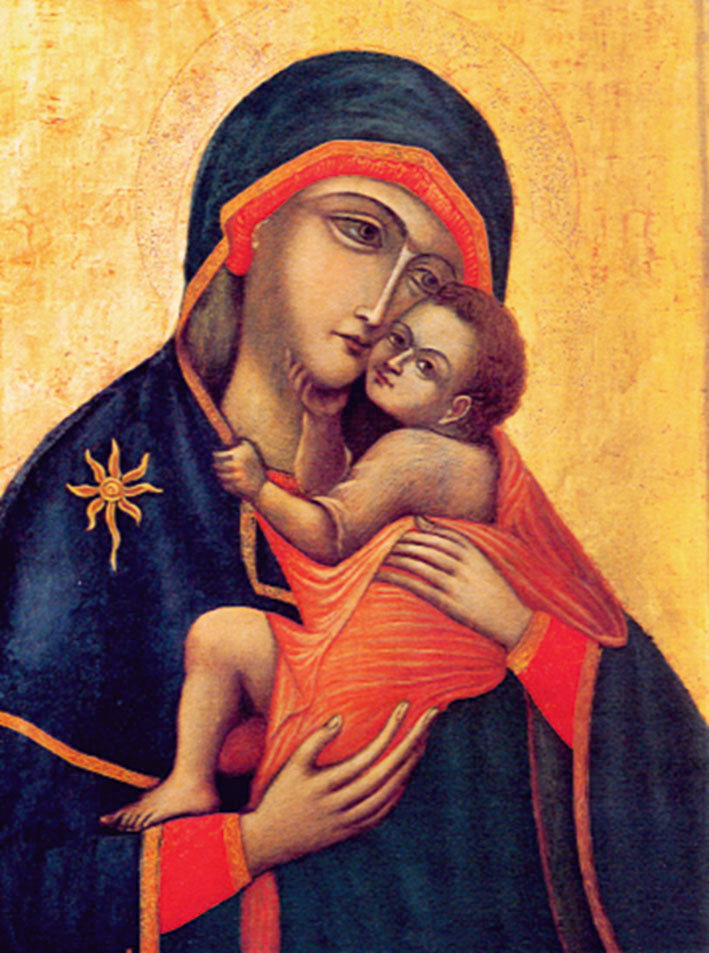
Madonna „La Bruna“ (vermutlich Kopie)

Kirche und Kloster Santa Maria del Carmine in Neapel sind eng mit Verehrung und Kult der Madonna „La Bruna“ (oder „Vergine Bruna“ = braune Jungfrau) verbunden, die ihren Namen der bräunlichen Farbe ihrer Haut verdankt. Im neapolitanischen Volksmund wird sie liebevoll „Mamma d’o Carmene“ genannt (das heißt: „Mama vom Karmel“).
Die Ikone ist eine Verkörperung der Vergine Maria del Monte Carmelo und entspricht dem byzantinischen Typus der Glykophilousa oder Eleousa, auf Italienisch della tenerezza (= der Zärtlichkeit): Mutter und Sohn sind in einem Moment liebevoller Zuwendung und Zärtlichkeit abgebildet. Die rechteckige Tafel ist einen Meter hoch und 80 cm breit und könnte ein Werk der toskanischen Schule des 13. Jahrhunderts sein (Siena?).
Der Kult um dieses bedeutende Heiligenbild lässt sich bis auf das 13. Jahrhundert zurückverfolgen. Zu dieser Zeit gab es vor der Stadt, in der Nähe des Meeres im Gebiet von Campo Moricino, ein kleines Kirchlein, das dem heiligen Nikolaus von Bari gewidmet war. Hier wurde in einer „Grotte“ oder Krypta eine Ikone der Madonna mit Kind aufbewahrt, die nach späterer Überlieferung von den karmelitischen Ordensbrüdern aus Palästina mitgebracht worden war, als sie 1238 den Berg Karmel hatten verlassen müssen. Der genaue Zeitpunkt ihrer Ankunft in Neapel ist nicht bekannt, muss jedoch vor 1268 datiert werden.
Der Kult um die Madonna Bruna verbreitete sich bald in der umliegenden Bevölkerung und wurde auch durch den ständigen Zulauf beim nahegelegenen Markt gefördert. Bereits 1457 wird in einer Bulle von Papst Sixtus IV. erwähnt, dass das popolo napoletano in Scharen zur Kirche kam, die von den Karmeliten Ende des 13. Jahrhunderts an der Stelle des Kirchleins San Nicola di Bari erbaut worden war.
Im heiligen Jahr 1500 organisierte die Bruderschaft der Köche von Neapel eine Pilgerreise nach Rom, an der auch viele andere Menschen teilnahmen und auf die man die Ikone der Vergine Bruna mitnahm. Während der Reise, die am 7. April begann, soll die Madonna mehrere Wunder an verschiedenen Menschen gewirkt haben (“...più miracoli a diversi uomini in diverse terre”). Als man am 13. April in Rom ankam, wurde sie zur Verehrung im Petersdom ausgestellt, und der Menschenandrang war so groß, dass der Borgia-Papst Alexander VI. die Pilger aus Neapel aufforderte, Rom zu verlassen, weil die Vergine Bruna zu sehr von den eigenen Heiligtümern Roms ablenke. Die Neapolitaner verließen Rom am 18. April und kamen am 25. in ihrer Heimatstadt an. Während und nach der Reise soll es weitere Wunderheilungen „an Tauben, Blinden und Krüppeln“ („multi miracoli de surdi, et cechi et stroppiati”) durch die Madonna gegeben haben, und von da an wuchs der Zustrom von Wallfahrern noch weiter. Daher wurde die Ikone, die sich bis dahin in der Krypta befunden hatte, nun auf dem Hochaltar von Santa Maria del Carmine ausgestellt.
Ein weiteres wichtiges Ereignis passierte am Mittwoch, dem 24. Juni desselben Jahres 1500, als sich auf Befehl Ferdinands II. von Aragón in der Kirche del Carmine viele Kranke versammelten, um zur Madonna zu beten; auch dabei oder in der Folge soll es wieder zu Heilungen gekommen sein. Daher wurde der Mittwoch zum Wochentag der Vergine Bruna erklärt und ist auch als „mercoledì del Carmine“ bekannt.

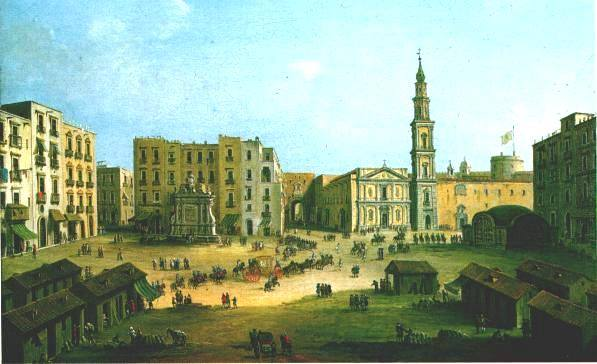
Antonio Joli (?): „Die Piazza Mercato mit der Chiesa del Carmine in Neapel“, 18. Jahrhundert

Die große Verehrung der Madonna Bruna del Carmine durch das neapolitanische Volk und Berichte über ihr wundersames Eingreifen führten 1875 zu Verhandlungen mit dem Vatikan, der schließlich per Dekret vom 29. Juni 1875 an den Kardinal Erzbischof von Neapel, Sisto Riario Sforza, die feierliche Krönung der Madonna bewilligte. Diese wurde mit einem mehrtägigen großen Fest gefeiert, das vom 2. bis zum 18. Juli desselben Jahres dauerte.  Die eigentliche Krönung fand am Sonntag, den 11. Juli, statt.  Zur Feier des Tages wurde die Stadt mit Gas illuminiert, und zum Abschluss gab es am 18. Juli ein großes Feuerwerk, dem viele Menschen auf Hunderten von Booten im Golf von Neapel beiwohnten.  Es wurde auch eine Gedenkmedaille geprägt, von der je eine als Geschenk an Papst Pius IX., an Kardinal Riario Sforza, den Erzbischof von Neapel, und an Kardinal Borromeo, den Erzpriester des vatikanischen Kapitels, gingen.
In der zweiten Hälfte des 20. und im frühen 21. Jahrhundert verließ die Vergine Bruna ihr Heiligtum fünfmal: zum ersten Mal anlässlich des 700sten Jahrestages des Skapuliers des Karmel zu einer mehrtägigen Prozession, die am 21. Juli 1951 begann und acht Tage dauerte.
1974 wurde die Ikone restauriert.
1990, anlässlich einer Pastoralreise von Papst Johannes Paul II. in die neapolitanische Diözese, wurde die Madonna zur Piazza del Plebiscito gebracht und vom Papst verehrt.
2003 brachte man sie zum 50-jährigen Jubiläum des Erzbischofs von Neapel Monsignore Michele Giordano in die Kathedrale.
Während der Pastoralvisite von Papst Benedikt XVI. in Neapel im Jahr 2007 wurde die Madonna wiederum auf der Piazza Plebiscito ausgestellt.

### Ursprünge der Kirche

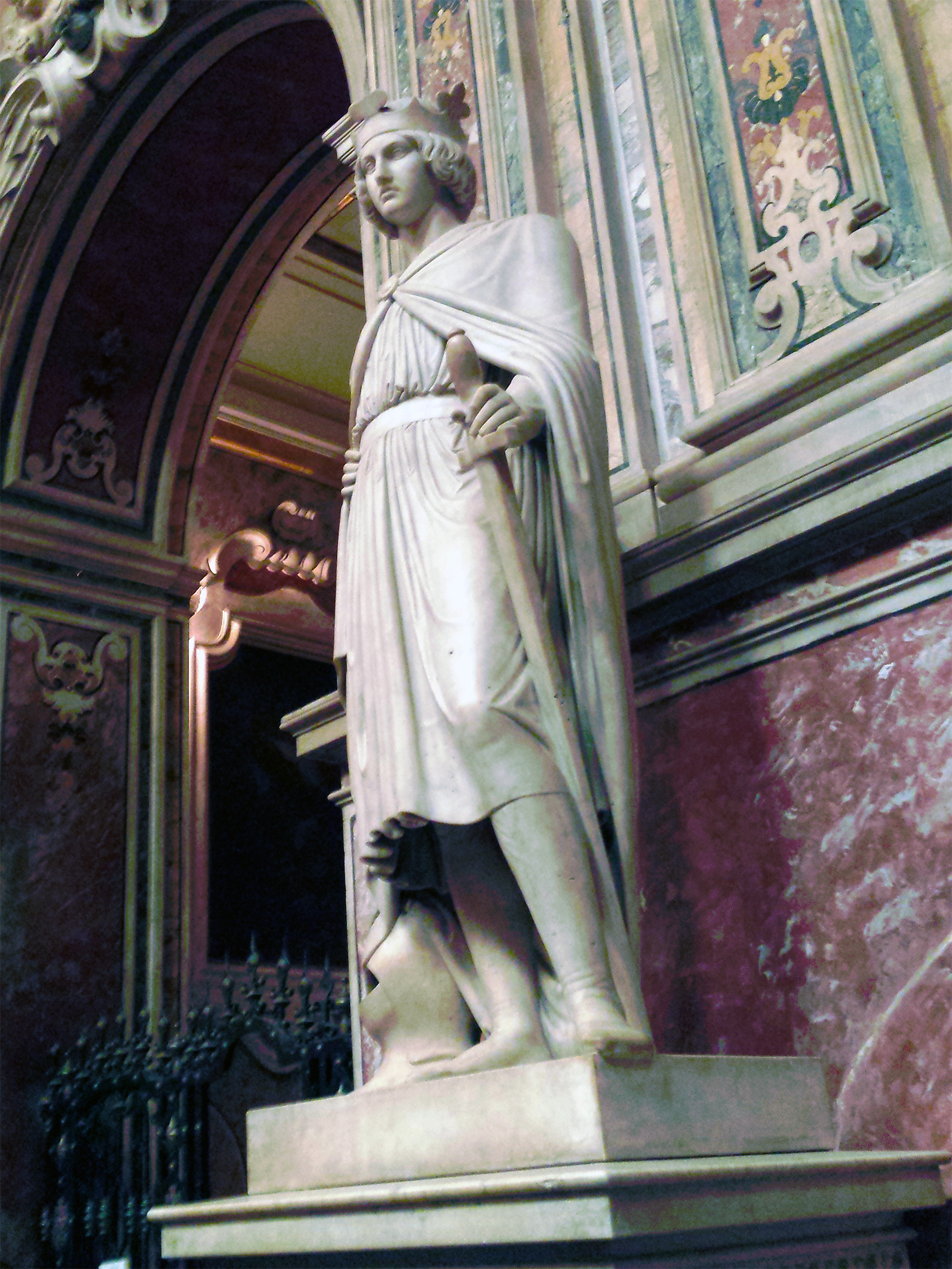
Statue des „Corradino“ von Hohenstaufen im Kirchenschiff

Zum ersten Mal dokumentarisch erwähnt werden die Karmeliter in Neapel im Zusammenhang mit dem tragischen Tod des letzten Erben des Hauses Hohenstaufen, Konradin, der auf Italienisch Corradino genannt wird. Dieser wurde am 29. Oktober 1268 zusammen mit seinem jungen Cousin Friedrich von Österreich „in der Nähe der Eremiten“ (“presso il luogo degli eremiti”) nach seiner Niederlage im Kampf um die Herrschaft in Süditalien von seinem Widersacher Karl von Anjou öffentlich enthauptet und die Körper zunächst provisorisch an Ort und Stelle vergraben. 1269 bekamen sie von den Karmeliten in ihrer Kirche ein christliches Begräbnis.
Nach volkstümlicher Überlieferung soll Corradinos Mutter, Elisabeth von Bayern, persönlich nach Neapel gekommen sein, um für ihren Sohn ein Lösegeld zu zahlen; als sie ihn jedoch tot fand, soll sie das Geld den Karmeliten gespendet haben, zum Wohle seiner Seele. Die Anwesenheit der Elisabeth von Bayern lässt sich historisch nicht verifizieren, es ist aber dokumentarisch belegt, dass die Ordensbrüder im 15. und 16. Jahrhundert jeden Tag eine Messe im Andenken an den “imperador Corradino” (= „Kaiser Konradin“) lasen, und dass dieser Brauch noch bis ins 19. Jahrhundert gepflegt wurde, woraus geschlossen wird, dass es tatsächlich ein Legat gegeben hat.
Am 27. Juni 1270 wurde der Brüdergemeinschaft von Karl I. von Anjou ein Stück Land von 3893,76 Quadratmetern Größe für den Bau einer neuen Kirche, eines Oratoriums und Klosters zuerkannt.  Die Bauarbeiten begannen 1283 und dauerten bis ins 14. Jahrhundert, als ein Fra’ Ruggero Prior des Klosters war. Der Bau der neuen Karmeliterkirche wurde vom Herrscherhaus der Anjou sehr unterstützt, unter anderem auch durch eine Schenkung von 1000 Dukaten der Königin Margherita di Borgogna, der zweiten Frau Karls I.; andere großzügige Spenden kamen von Francesca Seripta und Mauro Frezza. Nach dem Tode von Königin Margherita (1308) lasen die Ordensbrüder auch ihr zu Ehren täglich eine Messe und errichteten ihr eine Statue aus Marmor (heute im Museum der Certosa di San Martino), die man lange für ein Abbild von Corradinos Mutter gehalten hat.
Um 1304 existierte nach wie vor das Kirchlein San Nicola, in den folgenden Jahren wurde es jedoch von der neuen Kirche „geschluckt“. Diese wurde mit dem Patrozinium Mariä Himmelfahrt (ital.: Vergine Assunta) versehen, wie dies zu dieser Zeit bei den Karmeliten üblich und verbreitet war. Die Kirche in ihrer ursprünglichen gotischen Form hatte auf dem Hauptaltar auch tatsächlich ein Bild der Himmelfahrt Mariens, während die Ikone „La Bruna“ bis 1500 in der Krypta verehrt wurde (siehe oben).
Die Weihe mit dem Beinamen „del Carmine“ erfolgte erst 1828, obwohl die Kirche beim Volk schon lange mit diesem Namen bekannt war.

### Der Titel „Carmine Maggiore“
Der Titel Carmine Maggiore, den Kirche und Konvent der Karmeliten von Neapel tragen, bezieht sich auf ihre herausragende und führende Rolle: In den Jahren 1321–1333/36 war das Kloster zusammen mit anderen an dem Versuch beteiligt, eine religiöse Provinz des Karmeliterordens im Süden zu bilden. Bei einer neuen Unterteilung der Provinzen im Jahr 1472 wurde sie zum Hauptsitz der Provinz Terra di Lavoro.
Im Jahr 1510 beherbergte die Chiesa del Carmine von Neapel das Generalkapitel des Ordens. Laut Überlieferung gab es so viele Teilnehmer, dass es nicht möglich war, sie alle unterzubringen, man musste auf verschiedene Unterkünfte ausweichen und Geräte aus der Küche der Burg von Capuana ausleihen, d. h. aus der königlichen Küche.
Im Jahre 1524 wurde das Kloster der unmittelbaren Gerichtsbarkeit des Generalpriors des Ordens unterstellt, während sein eigener Prior gewisse Vorrechte über die Provinzen genoss und das Amt eines „commissario“  über 15 sogenannte „grancie“ oder kleinere Klöster bekleidete.
Auf Betreiben von Mitgliedern des Klosters in Neapel wurden weitere 29 Klöster gegründet; vom Carmine Maggiore gingen auch wichtige Impulse für die Reformen des Konzils von Trient aus.
Der Carmine Maggiore hatte wie andere Bettelorden auch sein eigenes Studium, das 1333 in den Rang eines „studium generale“ erhoben wurde. Es wurde im 15. und 16. Jahrhundert besonders gepflegt, und ab 1578 ließ Philipp II. von Spanien dem Kloster zur Erhaltung seiner Ausbildungsstätte eine Zuwendung von 200 Dukaten jährlich zukommen. Zur Zeit von Tanucci im 18. Jahrhundert konnten auch Laien ausgebildet werden, und es existierte bis zur Zwangsschließung des Klosters von 1866. Dank seiner konnten viele Ordensleute des Karmel auf Universitätsprofessuren außerhalb von Neapel aufsteigen. Zu den Meistern aus der Schule der Karmeliter gehörten: Fra’ Augerio, der 1327 Kaplan von König Robert war; Fra’ Giovanni De Signo, mehrfacher Prior des Carmine Maggiore von Neapel, und der Theologe und Bibelwissenschaftler Fra’ Agnello († 1421). Hinzu kommen viele talentierte Redner und Schriftsteller, die sich vor allem mit kirchlichen Themen, Naturwissenschaften und Philosophie beschäftigt haben.
Im alten Königreich Neapel stiegen aus dem Orden des Carmine Maggiore 18 zu Bischöfen und 2 zu Erzbischöfen diverser Diözesen auf. Etwa zwanzig seiner Angehörigen starben im Stand der Heiligkeit.

### Masaniello

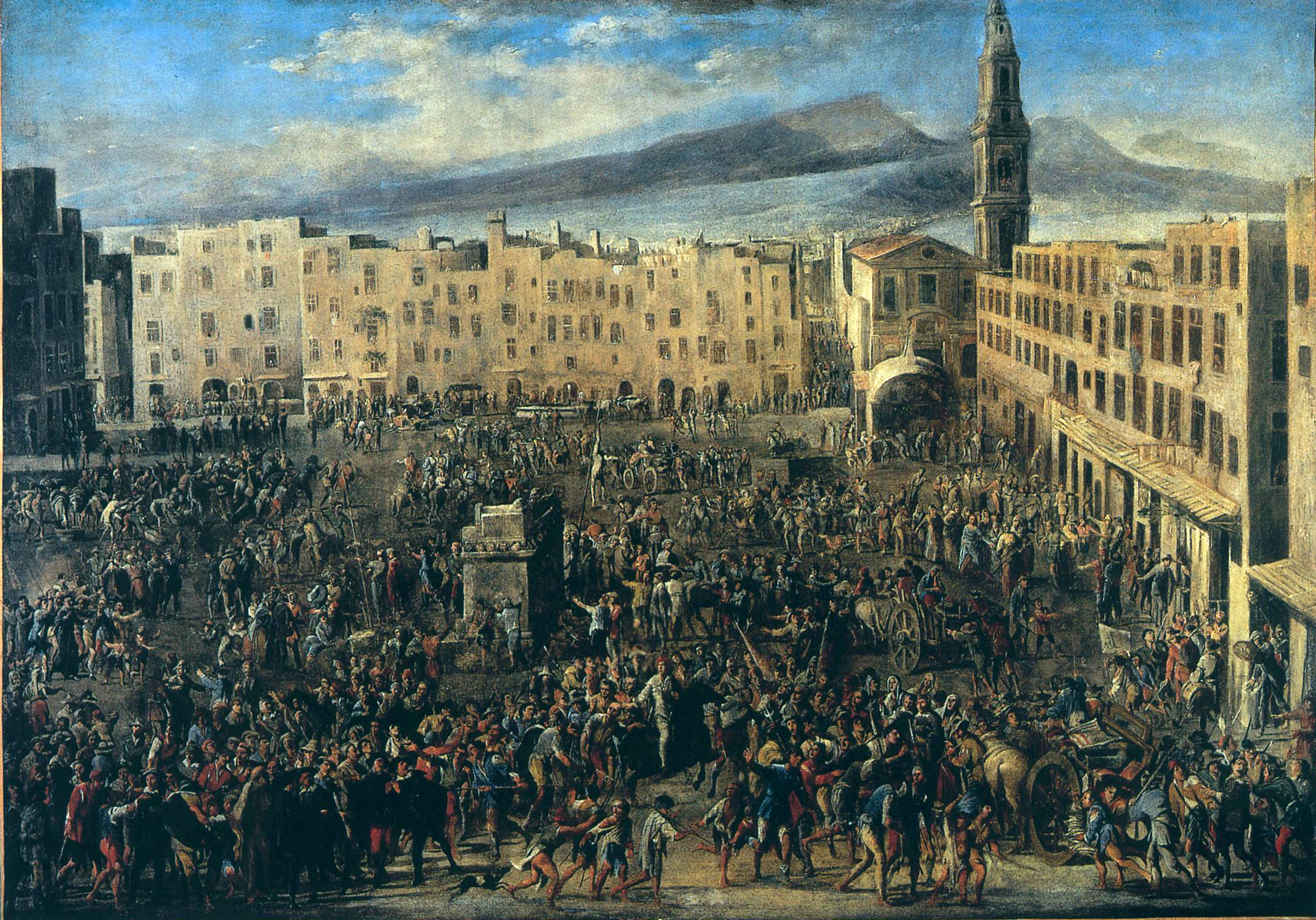
Domenico Gargiulo: Die Piazza del Mercato während der Revolte von Masaniello, rechts die Kirche Santa Maria del Carmine.

Die Karmeliterkirche geriet 1647 ins Zentrum der berühmten Revolte des Masaniello, die am 7. Juli direkt vor der Kirche auf der Piazza del Mercato begann.
Im Kloster selber wurden Verhandlungen zwischen Masaniello und dem spanischen Vizekönig und dem Kardinal Filomarino als Vermittler geführt. Am 16. Juli, genau am Feiertag der Madonna del Carmine, flüchtete Masaniello sich bei laufender Messe in die Kirche, weil man ihn verfolgte und ihm vorwarf, er wäre ein Verräter und ein Verrückter. Er unterbrach die Messe, zog sich aus und hielt seine letzte Rede vor dem Volk.

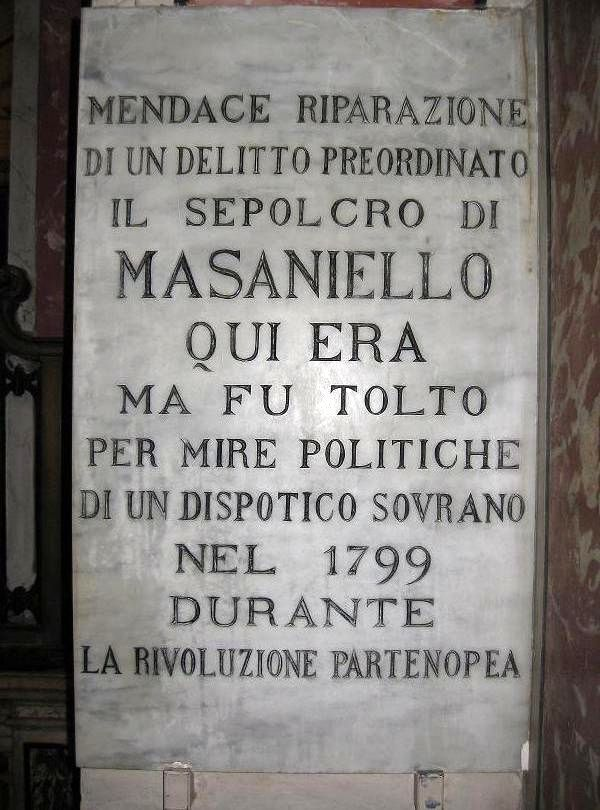
Gedenktafel für Masaniello in der Kirche

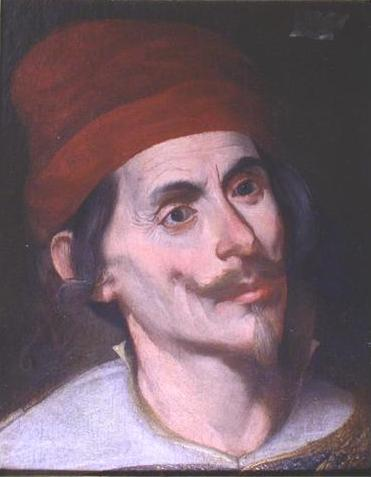
Onofrio Palumbo: Bildnis von Masaniello

Auf die Bitten der Brüder hörte er auf und begab sich dann ins Klostergebäude, wo er auf einem Korridor von bewaffneten Personen erschossen und danach enthauptet wurde; den Körper warf man in einen Graben vor dem Tor des Karmels. Nachdem der Kopf durch die ganze Stadt getragen und dem Vizekönig präsentiert worden war, wurden Leichnam und Kopf vom Volk im Wasser des Flusses Sebeto gewaschen und zusammengesetzt, und nach einer feierlichen Prozession um 3 Uhr morgens in Santa Maria del Carmine beigesetzt.
Nach diesen Ereignissen ab 1648 wurde das Karmeliterkonvent für die nächsten 14 Jahre von spanischen Soldaten besetzt, bis sich durch das Eingreifen des Generalpriors Girolamo Ari 1662 eine friedlichere Lösung fand.
Masaniellos sterbliche Überreste blieben bis 1799 in der Karmeliterkirche von Neapel, als eine Revolution für eine Neapolitanische Republik gewaltsam unterdrückt wurde und König Ferdinand IV. von Bourbon befahl, Masaniello zu exhumieren und seine Reste in alle vier Winde zu „zerstreuen“, um jede Erinnerung an Widerstand gegen die königliche Staatsgewalt auszulöschen.
Später wurden zwei Gedenktafeln für Masaniello angebracht: eine im Klostergebäude an der Stelle, wo er ermordet wurde, und eine im Kirchenschiff an der Stelle, wo sich einst sein Grab befand (siehe Abb.).

### Nach der französischen Revolution bis zum 21. Jahrhundert
Schon einige Jahre vorher, nach der französischen Revolution, hatten für das Karmeliterkloster von Neapel unruhige und schwierige Zeiten begonnen. 1792, als die Staatskasse wegen militärischer Aktionen vollkommen leer war, wurden ungefähr 23 Pfund Gold und ca. 1795 Pfund Silber aus dem Besitz des Karmel beschlagnahmt, um den knappen Staatshaushalt auszugleichen – insgesamt eine Summe von 29751 Dukaten.  Im folgenden Jahr war das Kloster gezwungen, dem Staat weitere 1000 Dukaten zu zahlen, und 1794 weitere 1500 Dukaten „für dringenden Bedarf der Stadt und des Königreichs“.
Nach der Ausrufung und dem Scheitern der parthenopäischen Republik im Jahr 1799 wurden 35 Exponenten der Revolution, die auf der Piazza Mercato geköpft worden waren, im Carmine Maggiore begraben (nicht 91, wie manchmal behauptet wird), und zwar im Atrium der Kirche, im Kapitelsaal und im Kloster. Darunter waren: Mons. Natale (Bischof von Vico Equense), Ettore Carafa (Graf von Rufo), Francesco Mario Pagano, Domenico Cirillo, der Karmeliter Pater Francesco Saverio Granata (Mathematikprofessor der königlichen Militärakademie von Neapel), und die Adlige Luisa Sanfelice.
In der Folge wurde das Karmeliterkloster mehrmals gewaltsam aufgelöst: zuerst am 1. März 1799, als die Brüder „wegen militärischer und ziviler Erfordernisse“ gezwungen wurden, das Kloster zu verlassen. Sie waren schon am folgenden 9. März nach Gesù Vecchio oder San Salvatore umgezogen, wo sie jedoch von Durchsuchungen und Verhaftungen überrascht wurden. Im Juni desselben Jahres konnten sie jedoch wieder nach Santa Maria del Carmine zurückkehren und die dringendsten Reparaturen durchführen.
Im Oktober 1809, als während der Regierung von Joachim Murat die meisten Orden aufgelöst wurden, wurden auch die Karmeliter aus Neapel vertrieben. Mit der Rückkehr der Bourbonen konnten sie 1820 in ihr Kloster zurückkehren,  wurden jedoch 1866 durch die vom neuen italienischen Staat eingeführte Unterdrückung religiöser Körperschaften erneut vertrieben. Die Kirche ging dabei für einige Jahrzehnte in die Obhut des Kardinal-Erzbischofs von Neapel über.
1896 wurden die Kirche und ein Teil des Klosters an den Orden zurückgegeben.
Am 18. Dezember 1917 wurde Santa Maria del Carmine Maggiore von Papst Benedikt XV. in seinem Breve “Templa Dei” zur Basilica minore erhoben; die entsprechenden Zeremonien fanden am 26. Juni 1918 statt.
Seit 1947 ist der Carmine Maggiore von Neapel Hauptsitz des Kommissariats, das nach der hier verehrten Madonna „Santa Maria La Bruna“ heißt, und alle Klöster der religiösen Provinz in sich vereint und koordiniert.
Auf Wunsch von Kardinal Alfonso Castaldo, Erzbischof von Neapel, wurde Santa Maria del Carmine Maggiore am 9. Dezember 1964 offiziell zu einer Gemeinde (parrocchia) und das Kloster widmet sich seitdem den damit einhergehenden Arbeiten und Pflichten.

## Beschreibung
Das ursprünglich gotische Bauwerk wurde im Laufe des 17. und 18. Jahrhunderts einer vollständigen Erneuerung unterzogen, an der die bedeutendsten Architekten und Künstler Neapels beteiligt waren und der es sein jetziges barockes Aussehen verdankt.

### Äußeres
Die Fassade wurde 1766 wurde nach Plänen von Giovanni Del Gaizo errichtet. Auffällig ist der 75 Meter hohe Campanile, der vom neapolitanischen Volk nach einem seiner Erbauer, dem Dominikaner und Architekten Fra’ Giuseppe Nuvolo, den Spitznamen „Fra’ Nuvolo“ (eigentlich: „Bruder Nebel“) bekommen hat. Der Turm ruht auf einer Basis aus Piperno, die noch vom alten Glockenturm aus dem 14. Jahrhundert stammt, der bei einem Erdbeben 1456 zerstört wurde. Der viereckige untere Teil des Turms wurde von 1612 bis 1620 durch den Architekten Giovanni Giacomo Conforto erbaut und besteht aus drei Stockwerken verschiedener Ordnung in der Abfolge ionisch, dorisch, korinthisch (von unten). Darüber errichtete Fra’ Nuvolo 1622 zwei oktogonale Geschosse mit einer Art Zwiebelturmspitze, die mit farbigen Maiolica-Kacheln verziert ist. Der Turm besitzt fünf Glocken, deren größte einen Durchmesser von 1,47 m hat; sie wurden mehrfach vom Volk vor dem Einschmelzen gerettet, zum ersten Mal Anfang des 19. Jahrhunderts unter Joachim Murat und später nochmals unter Ferdinand II. Der bekrönende Globus mit dem Kreuz misst 110 cm im Durchmesser.
Es folgen die wichtigsten Informationen und Namen der Glocken von Santa Maria del Carmine:
- Sant’Alberto (1546): an der Seite zum Meer hin; Durchmesser: 74 cm; wird auch Sant’Antonino genannt (Beschützer der Seeleute);
- Sant’Angelo Martire (1546): in Richtung zum Loreto-Viertel; Durchmesser: 86 cm; genannt campana del Loreto (= Glocke von Loreto);
- Santa Barbara (1746): an der Seite der Via Lavinaio; Durchmesser: 114 cm, wiegt 11 Cantara und 40 Rotoli; wird auch Maria Barbara oder Lavenarella genannt;
- Santa Maria Maddalena dei Pazzi (1712): gelegen zur Piazza Carmine; Durchmesser: 128 cm, wiegt 18 Cantara und  38 Rotoli; genannt Maria Maddalena Teresa;
- Santa Maria del Carmine (1746): befindet sich in der Mitte des Campanile; Durchmesser: 147 cm, wiegt 23 Cantara und 70 Rotoli; auch Carmela genannt.

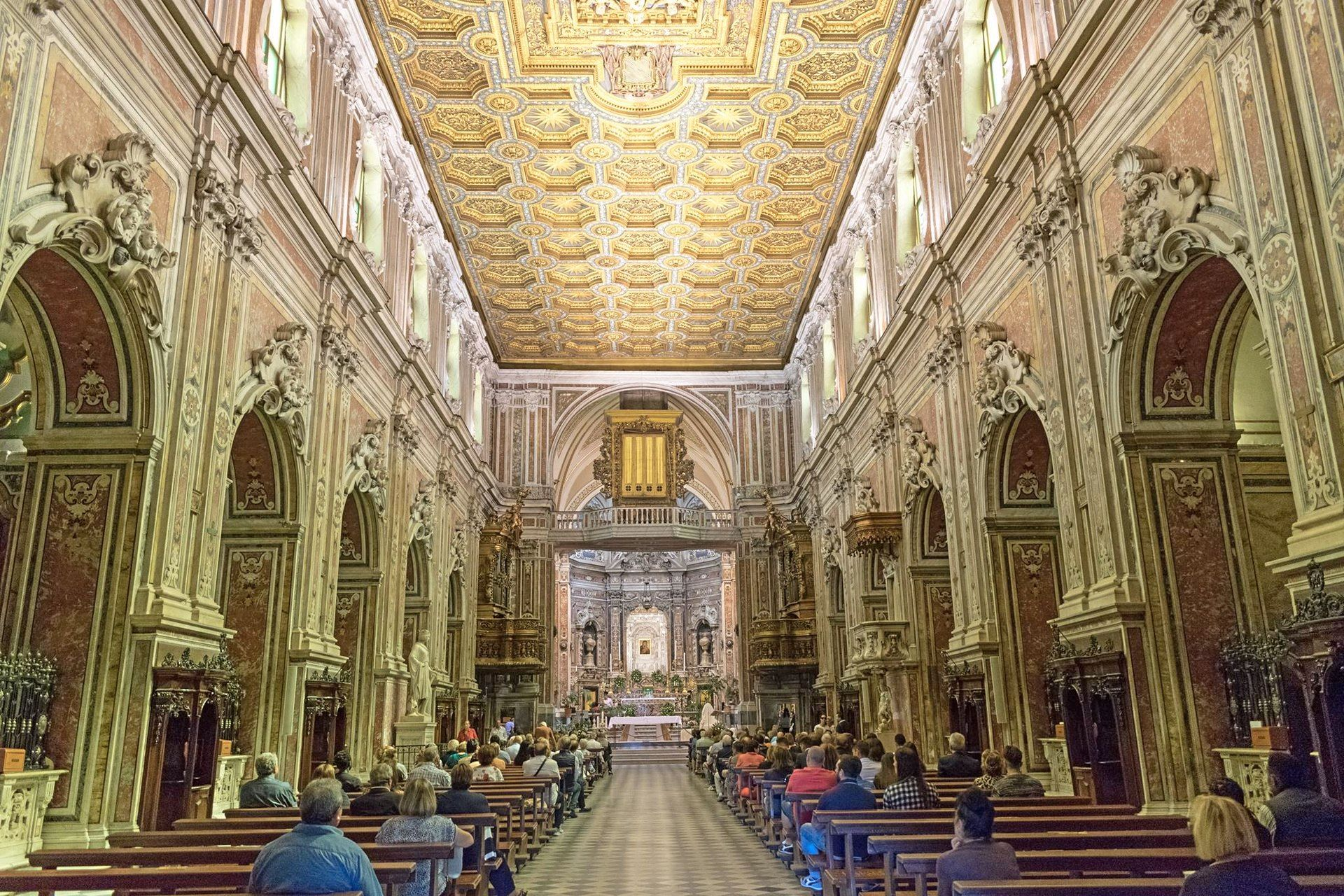
Innenraum

### Inneres
Das Innere der Kirche besteht aus einem einzigen Schiff mit Seitenkapellen und der Apsis mit der Kapelle der Madonna Bruna am Ende. Sie ist 75 Meter lang und 19 Meter breit, die Höhe beträgt 16 Meter. Das Schiff wird nach oben von einer prächtigen teilvergoldeten Kassettendecke abgeschlossen; von den fünf Reihen Kassetten sind zwei mit großen sechzehnstrahligen Sternen besetzt und in der Mitte schwebt eine Madonna mit Kind auf Wolken, deren Darstellung an die Madonna Bruna angelehnt ist (siehe Abb. unten). Auf der Empore aus vergoldetem Holz (17. Jahrhundert) über den drei Eingangstüren steht die große monumentale Orgel (siehe unten).
Die Kirche ist ein Meisterwerk des neapolitanischen Barock mit einem sehr einheitlichen Dekor aus weißgeädertem rosa oder rosarotem Marmor, abgesetzt und dekoriert mit anderen Marmorsorten, u. a. in den Farben Weiß, Gelb und Grün. Die Seitenkapellen werden durch doppelte Pilaster korinthischer Ordnung eingefasst, die mit floralen Motiven aus polychromem Marmor und über den Bögen mit weißen Engelsköpfen verziert sind. Die Marmordekoration der Seitenaltäre wurde zum großen Teil im 18. Jahrhundert von den Brüdern Cimafonti nach Entwürfen von Nicola Tagliacozzi-Canale geschaffen. Jede Kapelle wird durch eine marmorverzierte Balustrade und schmiedeeiserne Gitter mit Messingdekor vom Kirchenschiff getrennt. In mehreren Kapellen gibt es entweder Fresken oder Altarbilder von Francesco Solimena.

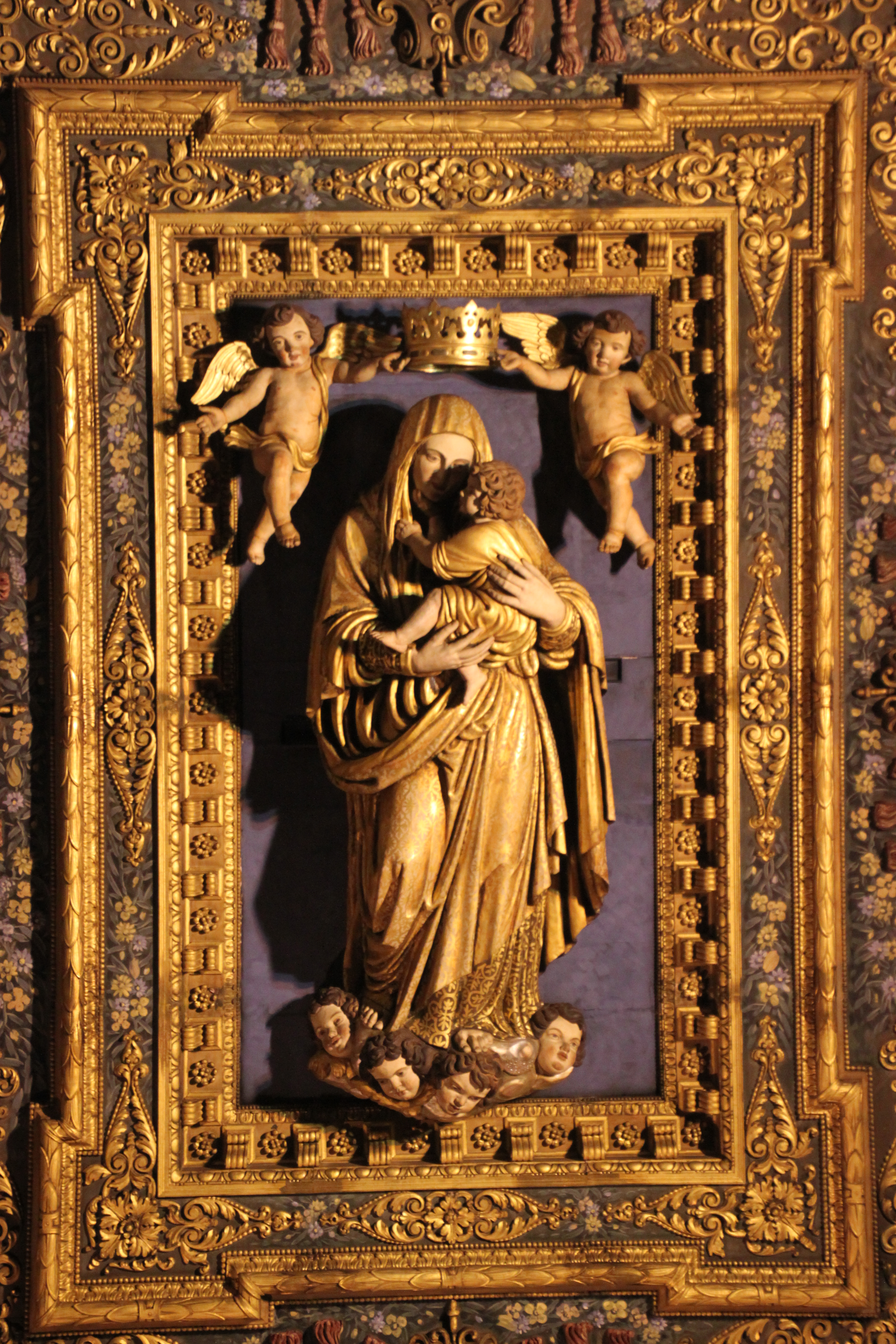
Die Madonna im Zentrum der Decke

Hinter den beiden Reihen der Seitenkapellen rechts und links vor der Apsis befinden sich zwei Orgeln in vergoldeten und feingeschnitzten barocken Gehäusen; die eine liegt über der Tür zum Kreuzgang, die andere über der Tür zur Via Carmine.
Die Kanzel auf der rechten Seite des Schiffes wurde 1753 nach Plänen von Nicola Tagliacozzi-Canale realisiert und ersetzt eine frühere aus dem 17. Jahrhundert von Simone Vacca. Daneben steht eine Statue des Erzengels Michael von einem unbekannten Künstler des 16. Jahrhunderts.
Gegenüber der Kanzel auf der linken Seite des Schiffs steht eine monumentale Idealstatue des Corradino von Hohenstaufen aus weißem Marmor, die 1847 der dänische Bildhauer Thorvaldsen im Auftrage Maximilians II. von Bayern schuf.
Auf der Tribüne zwischen Kirchenschiff und Vierung erhebt sich das Tabernakel, das 1766 gegen ein früheres von 1459 ersetzt wurde. Auf ihm steht das „wundersame Kruzifix“ (“Crocifisso miracoloso”), das so genannt wird, weil die Christusfigur bei der Belagerung durch die Aragonesen 1439 einer Kanonenkugel durch Neigen des Kopfes ausgewichen sein soll; die Kugel ist erhalten und wird sorgfältig in der Krypta aufbewahrt. Das Kruzifix selber stammt von einem anonymen Autor des 14. Jahrhunderts und ist aus Lindenholz mit einer farbig bemalten Fassung aus Stuck.

#### Apsis

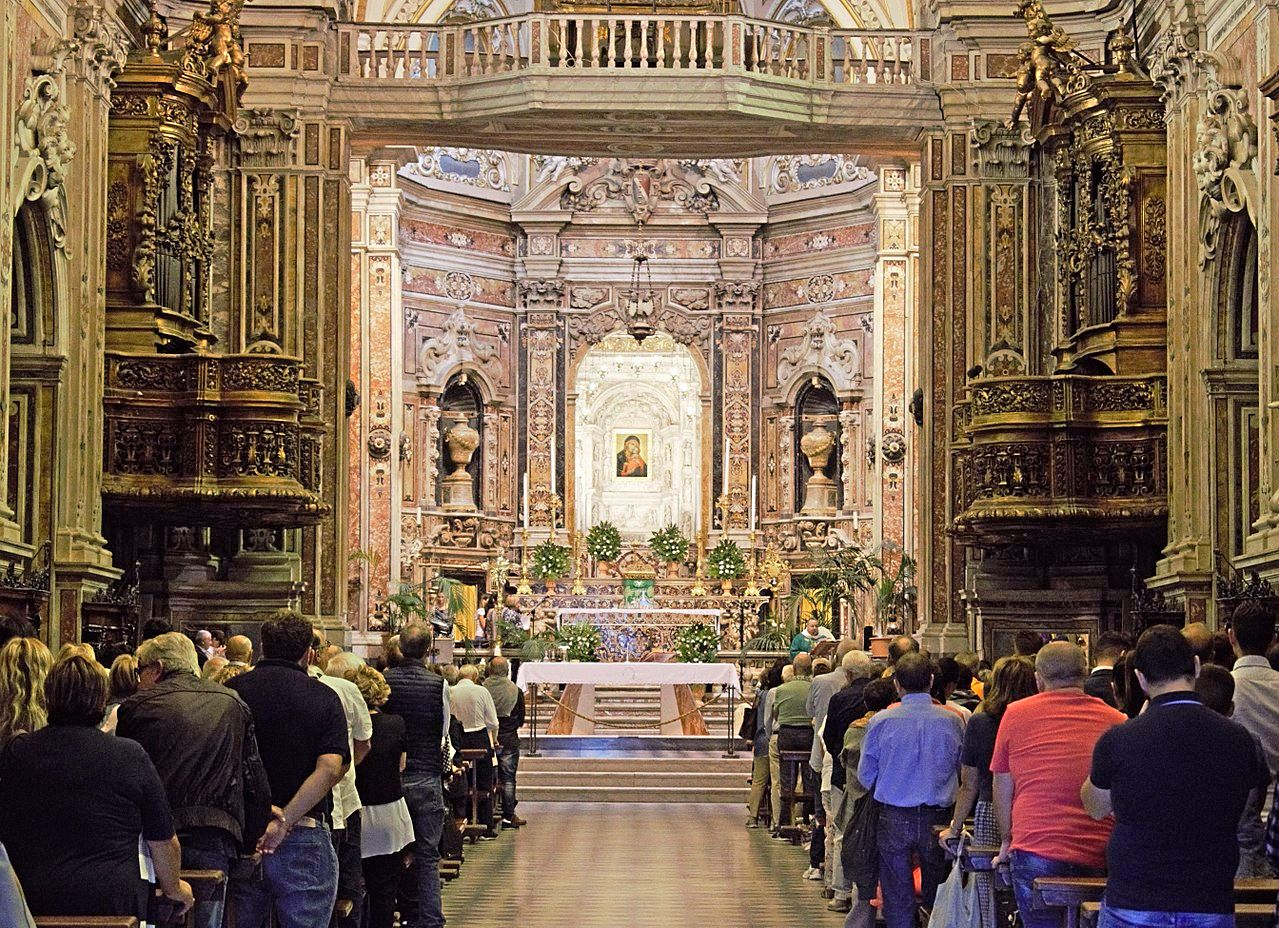
Blick zur Apsis mit der Kapelle der Madonna im Zentrum und den beiden Barockorgeln an den Seiten

Die halbrunde Apsis mit dem majestätischen Hauptaltar wurde 1670 von Cosimo Fanzago entworfen, die prächtige Marmordekoration wurde von Vater und Sohn Scopetti ausgeführt. An den Wänden neben der Mittleren Nische mit der Kapelle der Madonna Bruna öffnen sich vier Nischen aus Marmor von Portovenere mit Vasen aus Alabaster. Der Hauptaltar ist eine der besten und bedeutendsten Pietra-dura-Arbeiten im an solchen Kunstwerken nicht gerade armen Neapel: dabei wurden viele ausgesuchte Sorten von Marmor und kostbaren Halbedelsteinen verwendet, darunter Achate, Onyx, Lapislazuli, Perlmutt und Amethyste. Dahinter öffnet sich ein Rundbogen zur Kapelle mit dem verehrten Bildnis der Madonna Bruna im Zentrum.

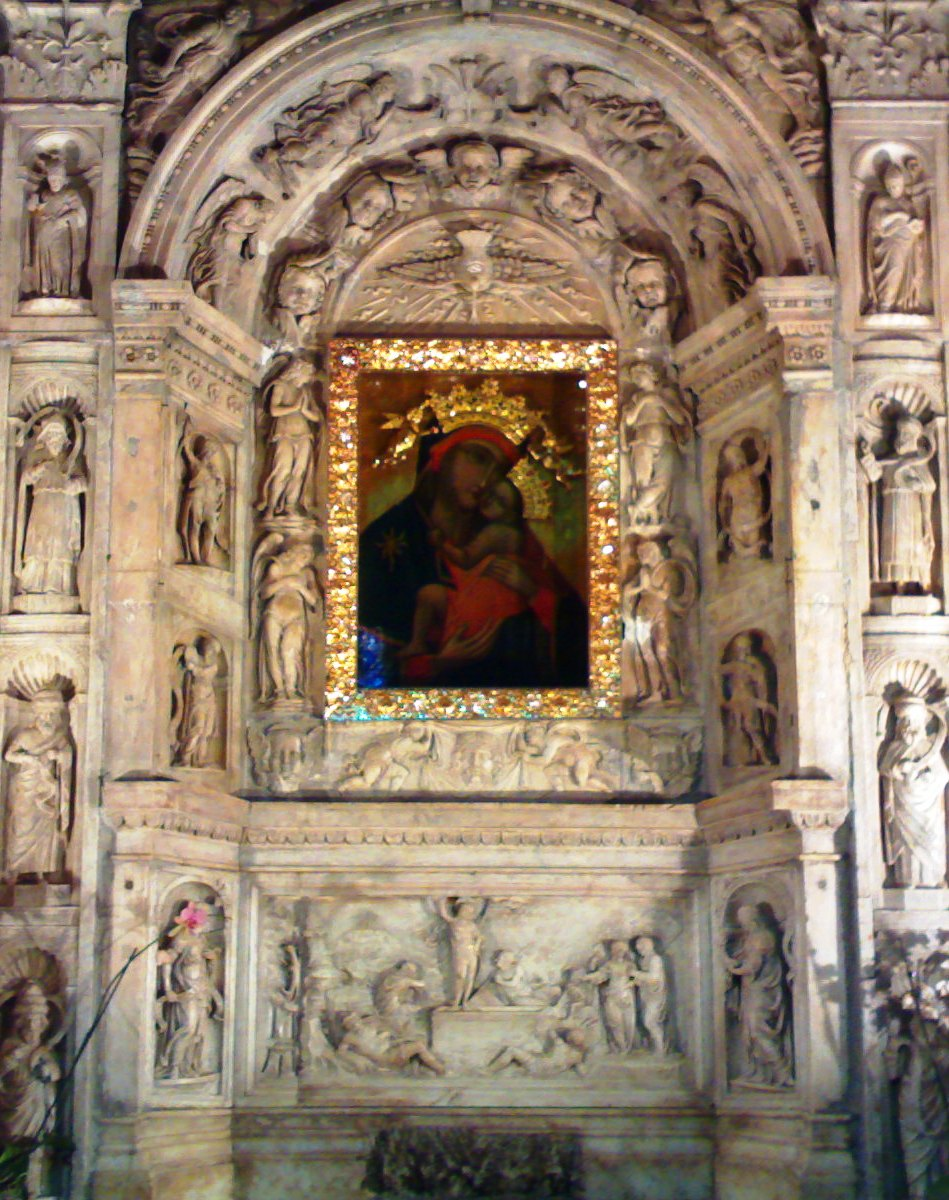
Die Marmor-Aedicola mit der Vergine Bruna

Die Ikone (siehe oben) befindet sich in einem kostbaren weißen Marmorschrein. Die 3,68 m hohe und 2,46 m breite Ädikula wird von einigen als Werk des Tommaso Malvito (1510) betrachtet, während andere es Bartolomé Ordóñez oder Giacomo Brixia zuschreiben. Den Rahmen bilden zwei äußere Pilaster mit je vier kleinen Nischen, in denen Statuen von Heiligen und Propheten stehen. Im Zentrum des dazwischenliegenden Bogens befindet sich das Madonnenbild, in der Lünette direkt über dem Bild schwebt die Taube des Heiligen Geistes, das Ganze wird von Engeln umfangen, vier an den Seiten und ein Halbkreis von fünf Seraphim darüber. Unter der Madonna ist ein kleines Relief mit zwei Engeln, die das Schweißtuch der Veronika mit dem Antlitz Christi halten, und darunter ein größeres Relief mit der Auferstehung, umgeben von weiteren Heiligen-Skulpturen.
In dieser Kapelle befindet sich noch heute die Grabstätte von Friedrich von Österreich, dem Cousin von Corradino von Hohenstaufen (siehe oben).
Die Stuckdekorationen aus dem 18. Jahrhundert im oberen Teil der Apsis und die Ornamente im Deckengewölbe wurden mehrfach restauriert: 1875, 1910, 1919 und schließlich 1936, nach Schäden durch ein Erdbeben von 1930. In Medaillons sieht man einige Heilige des Karmeliterordens: Papst Telesforo, Pier Tommaso, Teresa di Gesù und Maria Maddalena de’Pazzi. Der Fußboden des Presbyteriums und der Vierung und der Altar wurden 1971 erneuert.
Rechts von der Vierung befindet sich ein Altar der Himmelfahrt Mariä mit einem Gemälde von Solimena von 1708; unter den Figuren der Apostel fällt ein älterer Mann mit ausdrucksvollem Gesicht auf, der möglicherweise ein Selbstporträt des Malers ist. Daneben stehen zwei weitere heilige Karmeliter: San Brocardo und San Cirillo di Alessandria. Ein kleiner Altar in der Nähe ist dem heiligen Carlo Borromeo gewidmet und trägt ein Bildnis des Heiligen von 1585.
Links von der Vierung steht der Altar „del SS. mo Crocifisso“, mit Fresken von Solimena. Das Kruzifix aus vergoldetem Holz aus dem 15. Jahrhundert gehörte der Bruderschaft der Köche, die ihren Hauptsitz in Santa Caterina in Foro Magno hatten. Das Kreuz wurde bei der berühmten Pilgerreise nach Rom im Jahr 1500 (siehe oben) mitgenommen, zusammen mit der Madonna Bruna. Eine Legende behauptet, dass es sich „nicht mehr zurücktragen ließ“ und deshalb nach der Rückkehr von Rom hier in der Basilika blieb. Daneben befinden sich Bildnisse von zwei weiteren Karmeliterheiligen: Angelo di Sicilia und Avertano.

In dieser Kapelle war vermutlich das Grab von Masaniello.
Neben der Kapelle der Madonna Bruna befindet sich die Sala degli ex-voto mit Votivgaben von Gläubigen, die durch die Madonna Hilfe erfahren haben.

#### Seitenkapellen
Auf beiden Seiten des Kirchenschiffs gibt es jeweils sechs, also insgesamt 12 Seitenkapellen. Auf der rechten Seite vom Eingang in Richtung Apsis befinden sich:
– Die Cappella di S. Nicola di Bari mit einem anonymen Altarbild aus dem 17. Jahrhundert und einer Statue der Mater Dolorosa aus der 1. Hälfte des 20. Jahrhunderts.

– In der Kapelle des Heiligen Simone Stock wurde das Altarbild des Heiligen mit einem anderen Karmeliter 1684 von Mattia Preti gemalt. Der Künstler soll sich zuerst geirrt haben, und die beiden Heiligen versehentlich im Ornat der Dominikaner dargestellt haben, so dass man das Bild nach Malta zurückschickte, damit er den Fehler korrigieren konnte. An den Wänden verschiedene Gedenktafeln.

– Es folgt als drittes die Kapelle der Madonna der Cholera, die ihren Namen von der vergoldeten hölzernen Madonnenfigur über dem Altar trägt. Diese wurde im 17. Jahrhundert von Giovanni Conte, genannt „der Zwerg“ („il Nano“), geschaffen und während Cholera-Epidemien oder in Zeiten anderer Schwierigkeiten in Prozessionen durch die Stadt getragen; rechts und links davon zwei Säulen aus sizilianischem Marmor.

– Die nun folgende Kapelle ist dem seligen Karmelitaner Franco gewidmet, der auch auf den drei Gemälden von Giovanni Sarnelli (1761) dargestellt ist. Das Deckenfresko von Solimena zeigt den Heiligen Geist. Die Kapelle fällt durch ihre besonders schönen und prächtigen Marmorintarsien auf. 

– Die fünfte Kapelle ist der Madonna delle Grazie (= Gnadenmadonna) gewidmet. Das Altarbild von Fabrizio Santafede zeigt die Madonna mit vier Heiligen (Franziskus von Assisi, Antonius von Padua, Andrea Corsini und S. Agnello Abate) und mit Seelen im Fegefeuer (Ende 16. Jahrhundert). Die Gewölbefresken mit Szenen aus dem Alten Testament sind wahrscheinlich von Solimena. In der Kapelle befindet sich außerdem das Grabmonument des Ratspräsidenten Marquis Carlo Danza, das 1756/1757 von Matteo Bottigliero geschaffen wurde. 

– Die sechste und letzte Kapelle der rechten Seite ist den heiligen Karmeliten Angelo und Pier Tommaso gewidmet, mit einem Altarbild von Francesco De Mura. Die Bilder an den Seitenwänden stammen von Paolo de Maio und stellen die seligen Karmeliten Angelo Mazzinghi und Giovanna Scopelli dar. Die beiden Maler waren Schüler von Solimena und alle drei Gemälde wurden 1775 geschaffen. Die Gedenktafeln erinnern an einige Generalpriore des Karmelitenordens aus dem späten 18. Jahrhundert.
Die Kapellen auf der linken Seite vom Eingang aus sind: 

– Die erste Kapelle ist den Stadtpatronen von Neapel, den Heiligen Gennaro (Januarius) und Irene anvertraut, die auch auf dem Altarbild von Giovanni Sarnelli zusammen mit der Heiligen Dreifaltigkeit zu sehen sind. Hier befindet sich auch das Taufbecken. Ein marmornes Monument präsentiert eine Büste des Giacomo Carola (1631). 

– Das Altarbild in der zweiten Kapelle stellt die Heiligen Ursula und Maria Magdalena dar, es ist ein Werk von Andrea d’Aste. Der Altar mit Marmorintarsien wurde von den Mozzetti gearbeitet. 1926 wurde darunter das Bild mit der heiligen Teresa di Gesù Bambino angebracht, die seitlichen Bilder stammen von Giuseppe Aprea. Auch der Fußboden aus farbiger Maiolica ist von 1926, von der Firma Vaccarella, die für die Basilika auch kostbar bemalte Vasen hergestellt hat. 

– Als drittes folgt die Cappella di S. Gregorio Magno (oder des Purgatoriums). Das Altarbild wird Giovanni Bernardo Lama zugeschrieben, obwohl es von Giovanni Sarnelli signiert wurde, der es aber möglicherweise 1774 nur überarbeitet hat. Einige Fachleute vermuten, das Bild wurde von Sarnelli als Kopie eines Gemäldes von Lama angefertigt. 

– Die vierte Kapelle ist wieder zwei Karmeliten gewidmet, der heiligen Teresa di Gesù und Maria Maddalena de’ Pazzi. Das Bild aus dem 18. Jahrhundert ist von Paolo di Majo, und die Ovale an den Seitenwänden mit Szenen aus dem Leben der Heiligen schuf Domenico Viola. Hier liegt Idelfonso Nini begraben, ein Kommandant des Castello del Carmine († 1795). 

– Das Altarbild in der Kapelle der heiligen Anna malte Paolo De Matteis, es zeigt Anna mit der Jungfrau Maria und dem heiligen Johannes. Die beiden Gemälde links und rechts sind Werke von Francesco Solimena und stellen Johannes den Evangelisten und Johannes den Täufer dar, deren  Patronat die Kapelle ursprünglich anvertraut  war. Von Solimena sind auch die Fresken im Gewölbe mit dem Erlöser und den vier Evangelisten. Der Altar mit Marmorinkrustationen wurde von Mozzetti nach Entwürfen von Cosimo Fanzago geschaffen. 

– Die sechste und letzte Kapelle des Propheten Elias ist in ihrer Gesamtheit ein Werk von Solimena, der hier 1696 arbeitete. Bemerkenswert ist auch der Altar aus sizilianischem Marmor und mit einem Wappen aus Pietra dura. 

#### Sakristei

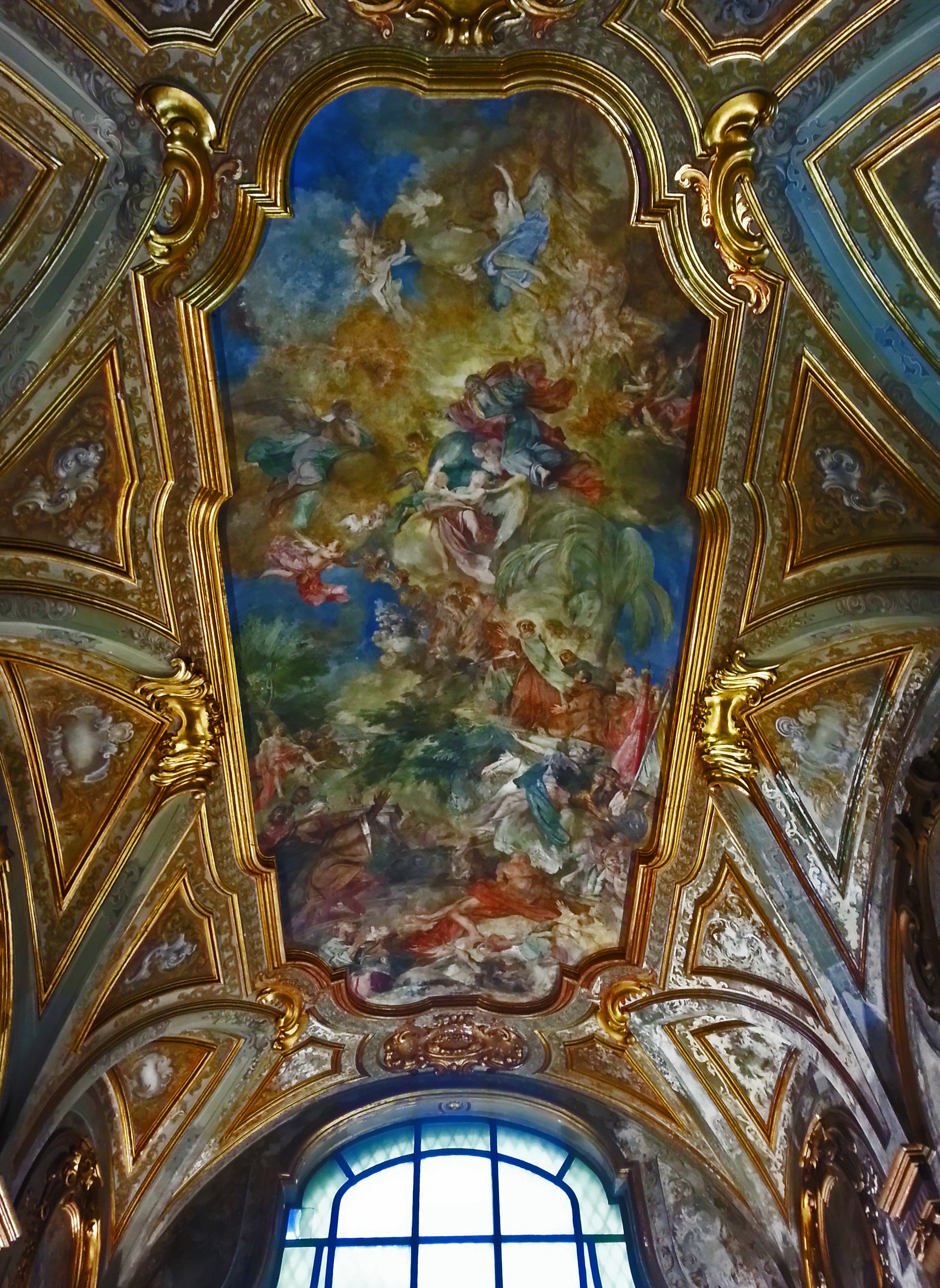
Deckenfresko von Falciatore in der Sakristei

Die Sakristei wurde 1736 nach Plänen von Tagliacozzi-Canale im Rokokostil geschaffen. Der Marmordekor stammt von Giuseppe und Gennaro Cimmafonti, der Stuck von Pietro Bonocore, die Ornamente der Wände von Giuseppe Melillo und die Vergoldungen von Gaetano Tacca.  Die Fresken malte Filippo Falciati (oder Falciatore): an der Decke Das Opfer des Propheten Elias auf dem Berg Karmel, und an der Hauptwand Der Prophet Eleazar während der Hungersnot in Samaria. Die Medaillons des Gewölbes mit Heiligen des Karmeliterordens schuf Falciati 1741. Es handelt sich um die Heiligen: S. Alberto, S. Andrea Corsini, S. Angelo Martire; und rechts S. Maria Maddalena de’ Pazzi, S. Cirillo d’Alessandria und S. Teresa di Gesù. Alle Fresken wurden 1937 von Giuseppe Aprea restauriert.
Der Altar wurde 1742 von Karl III. von Bourbon gestiftet, das Altarbild von Falciati zeigt die „Madonna mit den Heiligen Sebastian, Karl und Amalia“.
Das kunstvolle „Schein-Mobiliar“ aus Nussbaum an den Wänden stammt von Giovanni Battista Bisogni und seinen Brüdern – in Wirklichkeit verbergen sich dahinter Türen zum Hauptaltar und zur Kapelle der Madonna, zur Kirche, und zu anderen Nebenräumen, wie einem kleinen Salon, einer Sala offerte und der Penitenzeria (die nur reuigen Büßern offensteht).

#### Kreuzgang und Kloster

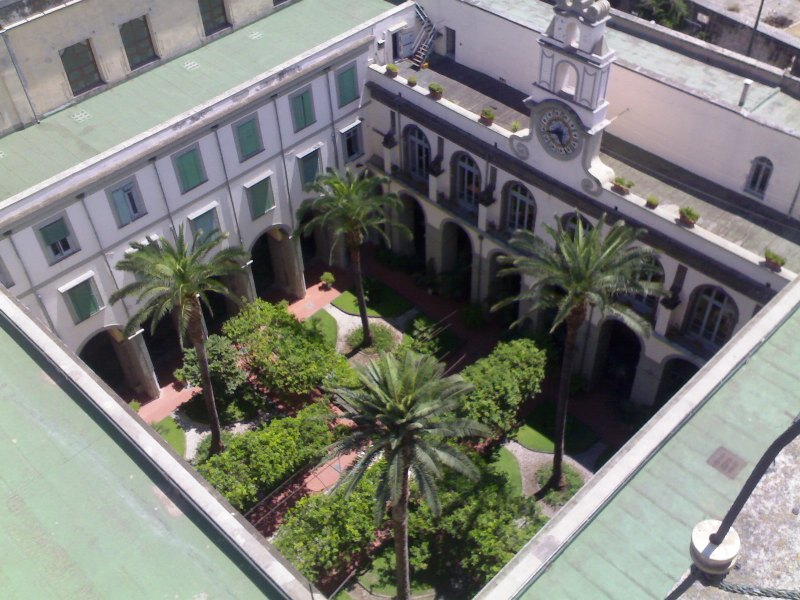
Kreuzgang von oben gesehen

Der Kreuzgang des Klosters vom Carmine Maggiore kann von der Kirche aus erreicht werden. Er wurde ursprünglich im vierzehnten Jahrhundert gebaut, jedoch im 17. und 18. Jahrhundert umgestaltet; weitere „Restaurierungen“ fanden 1775, im 19. Jahrhundert und 1957 statt.
Das Klostergebäude bestand anfangs aus einer Reihe von niedrigen, meist einstöckigen Gebäuden. Der Kreuzgang hatte ursprünglich folglich nur eine Reihe von Arkaden und darüber eine Terrasse, die von den Zellen aus erreicht werden konnte. Die stetig wachsende Brüdergemeinschaft und verschiedene andere Gründe wie wiederholte Erdbeben seit 1466 oder der Brand von 1755 führten dazu, dass das Kloster immer wieder in neuer Form aufgebaut wurde.
Besonders tiefgreifende Veränderungen wurden im 17. und 18. Jahrhundert durchgeführt. Der Kreuzgang wurde dabei in zwei Schritten erhöht, zuerst auf allen Seiten um eine Etage, dann auf drei Seiten durch ein zweites Stockwerk. Diese Arbeiten führten zur Eingliederung der ursprünglichen Granitsäulen in das Mauerwerk in Form von beinahe quadratischen Pilastern.
An den Wänden des Kreuzgangs befinden sich Fresken mit Szenen aus dem Leben der Propheten Elias und Eleazar, einige karmelitische Legenden und Szenen aus der Geschichte des Ordens und seiner Heiligen. Sie wurden von Leonardo de Grazia aus Pistoia begonnen, und später von Giovanni Balducci vollendet; 1606 schuf Balducci in den Gewölben eine Dekoration im Groteskenstil. Ein Unikum stellen 23 lebensgroße Bilder von Generaloberen des Ordens dar.
Entlang der Mauern des Kreuzgangs sind verschiedene Grabmäler zu sehen, es sind auch Teile des alten Fußbodens erhalten, die teilweise aus dem 15. Jahrhundert stammen. Eine weibliche Marmorfigur erinnert an eine gewisse „Sionna Grandidoma“, eine Karmelitin aus dem 15. Jahrhundert. Im Südflügel steht ein bemerkenswertes Türmchen mit Uhr und Quadrant aus dem 18. Jahrhundert und mit einem Dekor in „Majolica arabescata“ der neapolitanischen Schule; davor befindet sich außerdem eine Sonnenuhr aus der gleichen Epoche.
Eine Tür an der Westseite (1631) führte einst zur Congregation des Karmel, dessen Räumlichkeiten im Zweiten Weltkrieg durch Bomben zerstört wurden.

In letzter Zeit (Stand 2018) wurden verschiedene Restaurierungen im Gebäude vorgenommen. Die Erweiterung der Via Marittima führte zum Abriss des „kleinen“ Kreuzgangs aus dem 15. Jahrhundert, von dem nur noch einige Reste zu sehen sind.

## Kuriosa
- In der Basilika fand 1967 die Begräbnisfeier des berühmten Komikers Totò statt, und 2006 auch das Begräbnis von Mario Merola.
- Es gibt ein neapolitanisches Sprichwort, das sich auf den Campanile der Chiesa del Carmine bezieht: ’e scagnato ’o Campanario d’’o Carmene pe nu cuoppo ’e aulive (italienisch: „hai scambiato il campanile del Carmine per un coppo di olive“), zu deutsch: „Du hast den Campanile von Carmine mit einer Spitztüte Oliven verwechselt“, womit man darauf hinweist, dass jemand sich getäuscht hat.
- In Neapel ist der Ausruf  Mamma d’’o Carmene üblich.

## Orgel

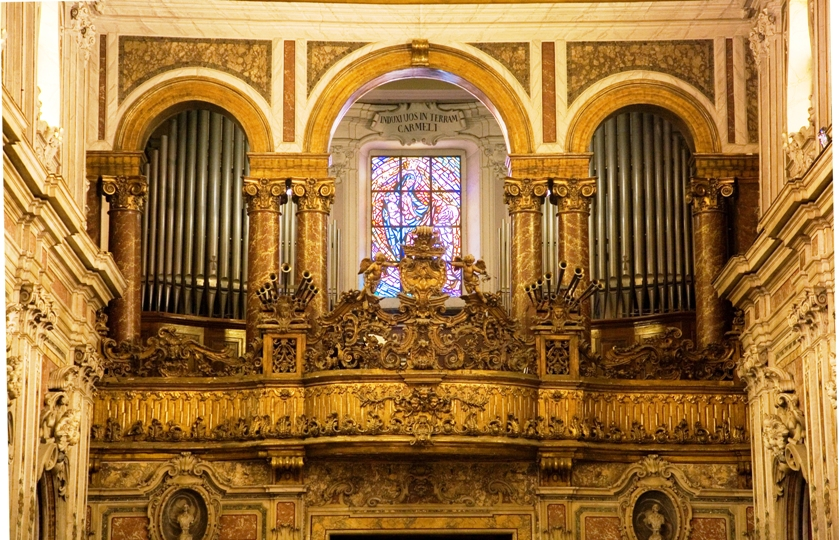
Die Hauptorgel auf der Empore über dem Eingang

Die große Orgel über dem Eingang stammt vom Anfang des 20. Jahrhunderts und wurde auf Wunsch von Padre Elia Alleva gebaut, der Vertrag mit dem Orgelbauer Francesco Mascia und Sohn für eine Orgel mit pneumatischer Transmission wurde am 1. Oktober 1905 unterzeichnet. Die Disposition wurde vom damaligen Organisten Eduardo Bottigliero entworfen. Das Instrument erhielt seine öffentliche Weihe durch Marco Enrico Bossi und Ulisse Matthey am 10., 11. und 12. Juli 1907, und am 14. Juli fand ein Konzert statt, bei dem Bossi, Matthey und Bottigliero spielten. Das Instrument war das erste seiner Art in Neapel hinsichtlich Größe und verwendeter Technik.
Das Instrument hatte ursprünglich drei Manuale mit 58 Tasten und ein Pedal mit einem Umfang von 30 Tönen und besaß 44 Register mit insgesamt 2824 Pfeifen, dazu verschiedene andere Vorrichtungen, wie Schweller etc.
1913 folgte auf Bottigliero als Organist der Kirche Franco Michele Napolitano, der auch das erste über Radio übertragene Orgelkonzert in Italien für die damalige EIAR (heute: Rai) spielte, und dann fast jeden Sonntag von März 1938 bis Dezember 1942 in Radiosendungen, die in ganz Italien zu hören waren. 1939 wurde zur Feier der Restaurierung der Kassettendecke ein großes Konzert in Gegenwart von Maria José von Belgien, Fürstin von Piemont, gegeben, aber durch den Zweiten Weltkrieg wurde die Tradition der Orgelkonzerte unterbrochen.
1941 wurde Vincenzo Marchetti Titelorganist, der viele große Sänger der Epoche begleitete, wie Beniamino Gigli, der 1952 in einer Kirche ohne Decke sang, da diese durch eine Explosion auf einem Munitionsschiff im nahegelegenen Hafen beschädigt worden war; andere berühmte Sänger waren Tito Schipa (1952), Mario del Monaco, Enzo De Mura Lomanto, Mino Cavallo, Gianni Raimondi, Ettore Bastianini, Elena Souliotis, Rajna Kabaiwanska und viele andere.
1973 wurde die Orgel modernisiert durch die Firma Ruffatti aus Padua, die eine elektrische Transmission einrichtete und neue Register hinzufügte; außerdem wurde die Orgel dabei mit der Barockorgel nahe der Apsis gekoppelt.
Aktuell (Stand 2018) ist dieses Instrument von Santa Maria del Carmine Maggiore die größte Kirchenorgel in Neapel.

### Beschreibung und Disposition
Die Orgel hat eine elektrische Traktur und 66 Register. Diese sind verteilt auf drei verschiedene Körper an verschiedenen Orten in der Kirche:
- auf der Empore über dem Eingang befindet sich der Grand’Organo (zweites Manual), der sogenannte Espressivo (drittes Manual), der Solo espressivo (viertes Manual) und das Pedal; im zweiseitigen Prospekt stehen Prinzipalpfeifen.
- auf der Empore neben der letzten Seitenkapelle rechts, im barocken Originalgehäuse, befindet sich noch das Pfeifenmaterial der 1714 von Felice Cimmino gebauten Orgel. Sie kann bespielt werden über das erste Manual der großen Orgel und ist als Positivo barocco bezeichnet; sie hat zwei eigene Pedalregister;
- gegenüber davon, auf der barocken „Zwillings“-Empore der linken Seite, befindet sich ein weiteres Werk, das als Corale espressivo bezeichnet ist und ebenfalls vom ersten Manual der großen Orgel bedient wird.

Die Werke können von zwei Spieltischen aus bespielt werden: der erste steht auf der besagten großen Empore über dem Eingang, der zweite nahe dem Presbyterium; beide haben Manuale von 61 Tasten und Pedale mit 32 Tasten.
| Erstes Manual – Corale espressivo |    |
| Principale                        | 4′ |
| Dulciana                          | 8′ |
| Flauto                            | 4′ |
| Campane                           |    |

| Erstes Manual – Positivo barocco |        |
| Principale                       | 8′     |
| Ottava                           | 4′     |
| XV                               | 2′     |
| XXII                             | 1 1/3′ |
| Ripieno 2 file                   | 1/2′   |
| Flauto                           | 8′     |
| Flauto in V                      | 2 2/3′ |
| Voce umana                       | 8′     |
| Tremolo                          |        |

| Pedale al Positivo |     |
| Contrabbasso       | 16' |
| Ottava             | 8′  |

| Zweites Manual – Grand'Organo |        |
| Principale                    | 16′    |
| Principale forte              | 8′     |
| Principale dolce              | 8′     |
| Principalino                  | 4′     |
| Duodecima                     | 2 2/3′ |
| XV-XXII                       | 2′     |
| Ripieno 5 file                | 1 1/3′ |
| Flauto                        | 8′     |
| Flauto armonico               | 4′     |
| Flauto in XII                 | 2 2/3′ |
| Cornetto 4 file               | 4′     |
| Dulciana                      | 8′     |
| Unda maris                    | 8′     |
| Tromba                        | 8′     |
| Tromba                        | 4′     |

| Drittes Manual – Espressivo |        |
| Bordone                     | 16′    |
| Principale                  | 8′     |
| Principalino                | 4′     |
| Ripieno dolce 5 file        | 2′     |
| Bordone                     | 8′     |
| Flauto armonico             | 4′     |
| Nasardo                     | 2 2/3′ |
| Ottavino                    | 2′     |
| Terza                       | 1 3/5′ |
| Salicionale                 | 8′     |
| Concerto viole 2 file       | 8′     |
| Fagotto                     | 8′     |
| Oboe                        | 8′     |
| Voci corali                 | 8′     |
| Tremolo                     |        |

| Viertes Manual – Solo espressivo |        |
| Diapason                         | 8′     |
| Corno di notte                   | 8′     |
| Principale                       | 4′     |
| Flauto ottaviante                | 4′     |
| Flauto in selva                  | 2′     |
| Sesquialtera 2 file              | 2 2/3′ |
| Cimbalo 3 file                   | 1/3′   |
| Voce celeste 2 file              | 8′     |
| Tromba                           | 8'     |
| Clarino                          | 8'     |
| Corno inglese                    | 8'     |
| Tremolo                          |        |

| Pedale          |        |
| Acustico        | 32′    |
| Contrabbasso    | 16′    |
| Principale      | 16′    |
| Basso           | 8′     |
| Principalino    | 4′     |
| Ripieno 6 file  | 2 2/3′ |
| Bordone         | 16′    |
| Subbasso        | 8′     |
| Flauto armonico | 4′     |
| Violone         | 16′    |
| Violoncello     | 8′     |
| Bombarda        | 16'    |
| Tromba          | 8'     |
| Tromba          | 4'     |

## Einzelanmerkungen
1. 1 2 3 4  Website von Santa Maria del Carmine Maggiore: online-home, gesehen am 30. Oktober 2018
2. ↑  Seite der  Basilica del Carmine Maggiore auf „gcatholic“, gesehen am 1. November 2018 (Italienisch/Englisch)
3. ↑  Website von Santa Maria del Carmine Maggiore : Unterseite „Icona Madonna Bruna“ (Memento des Originals vom 10. Januar 2022 im Internet Archive)  Info: Der Archivlink wurde automatisch eingesetzt und noch nicht geprüft. Bitte prüfe Original- und Archivlink gemäß Anleitung und entferne dann diesen Hinweis., gesehen am 30. Oktober 2018
4. 1 2 3 4 5 6 7 8 9 10 11 12 13 14 15 16 17 18 19 20 21 22 23  Website von Santa Maria del Carmine Maggiore : Unterseite „storia“, gesehen am 30. Oktober 2018
5. ↑  Website von Santa Maria del Carmine Maggiore : Unterseite „mercoledì del carmine“, gesehen am 30. Oktober 2018
6. 1 2 3 4 5  Website von Santa Maria del Carmine Maggiore : Unterseite „incoronazione“, gesehen am 30. Oktober 2018
7. 1 2 3 4 5  Website von Santa Maria del Carmine Maggiore : Unterseite „nel secolo scorso“, gesehen am 30. Oktober 2018
8. 1 2 3 4 5 6 7 8 9 10 11 12 13 14 15 16 17 18 19 20 21 22 23  Website von Santa Maria del Carmine Maggiore : Unterseite „Il Carmine Maggiore“, gesehen am 30. Oktober 2018
9. 1 2 3 4 5 6 7 8 9  Website von Santa Maria del Carmine Maggiore : Unterseite „masaniello“, gesehen am 30. Oktober 2018
10. ↑  Website von Santa Maria del Carmine Maggiore : Unterseite „La Repubblica partenopea del 1799“, gesehen am 30. Oktober 2018
11. 1 2 3 4 5  Website von Santa Maria del Carmine Maggiore : Unterseite „facciata e campanile“, gesehen am 31. Oktober 2018
12. 1 2 3 4 5 6 7 8 9 10 11 12  Website von Santa Maria del Carmine Maggiore : Unterseite „descrizione“, gesehen am 31. Oktober 2018
13. 1 2 3 4 5 6 7 8 9 10 11 12 13 14  Website von Santa Maria del Carmine Maggiore : Unterseite „abside“, gesehen am 31. Oktober 2018
14. 1 2 3 4  Website von Santa Maria del Carmine Maggiore : Unterseite „Cappella della Madonna ed ex-voto“, gesehen am 31. Oktober 2018
15. 1 2 3 4 5 6 7 8 9 10 11 12 13 14 15  Website von Santa Maria del Carmine Maggiore : Unterseite „cappelle laterali“, gesehen am 31. Oktober 2018
16. 1 2 3 4 5 6 7  Website von Santa Maria del Carmine Maggiore : Unterseite „Sacrestia e Penitenzeria“, gesehen am 31. Oktober 2018
17. 1 2 3 4 5 6 7 8 9 10 11 12  Website von Santa Maria del Carmine Maggiore : Unterseite „Chiostro e Convento“, gesehen am 31. Oktober 2018
18. 1 2 3 4 5 6 7 8 9  Website von Santa Maria del Carmine Maggiore : Unterseite „organi“, gesehen am 1. November 2018